# Abdoulaye Sékou Sow
Abdoulaye Sékou Sow (Bamako, 1931 – Bamako, 27 de mayo de 2013) fue un político maliano que ocupó el cargo de Primer ministro de Malí del 12 de abril de 1993 al 4 de febrero de 1994 bajo el mandato del Presidente Alpha Oumar Konaré.

## Carrera
Sow fue director de la École Nationale d'Administration. Fue miembro fundador del Partido Africano para la Solidaridad y la Justicia (ADEMA-Pasj). President Konaré lo eligió como Ministro de Defensa y Primer Ministro en 1993. Ocupó el cargo desde abril de 1993 a febrero de 1994.
En 2008, publicó "The State Democratic Republican: the problem of its construction in Mali", editado por Grandvaux con una gran polémica en Mali en la gestión de revueltas de 1993.
Sow murió en Bamako el 27 de mayo de 2013.
| Predecesor: Younoussi Touré | Primer ministro de Malí 1993 - 1994 | Sucesor: Ibrahim Boubacar Keïta |